# San Francisco (film)
San Francisco (San Francisco) – amerykański film muzyczno – katastroficzny o wielkim trzęsieniu ziemi w Kalifornii w 1906 roku. Film przedstawia losy ludzi walczących z żywiołem.

## Obsada
- Clark Gable
- Jeanette MacDonald
- Spencer Tracy
- Jack Holt
- Jessie Ralph
- Ted Healy